# Vuilbemden
De Vuilbemden is een natuurgebied dat zich bevindt tussen Asselt en Leeuwen.
Het betreft een moerassig gebied binnen een oude Maasmeander. Het gebied wordt afgesloten door een tot zes meter hoge steilrand die de overgang vormt tussen het laagterras en het middenterras van de Maas. Door het abrupte hoogteverschil ontstaat kwel. In de steilrand zijn dassenburchten te vinden.
In het noordwesten aansluitend aan de Vuilbemden vindt men de Asseltse Plassen.